# 栄駅 (北海道)

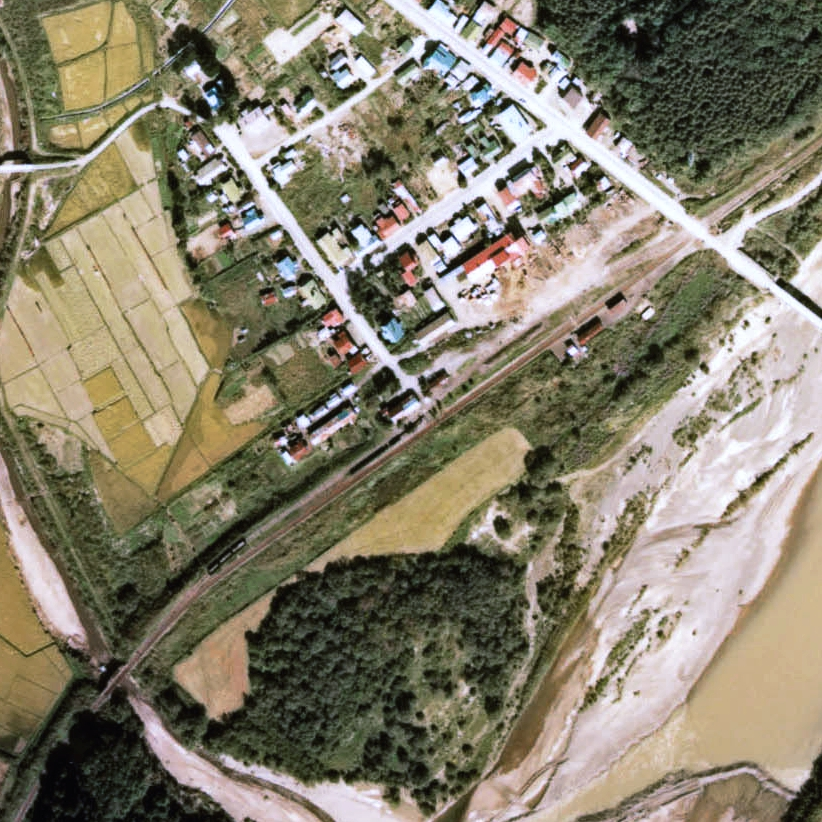
1975年の栄駅と周囲約500m範囲。右側が日高町方面。

栄駅（さかええき）は、北海道（胆振支庁）勇払郡穂別町字栄（現・むかわ町穂別栄）にあった日本国有鉄道（国鉄）富内線の駅（廃駅）である。事務管理コードは▲132304。

## 歴史
- 1923年（大正12年）
  - 6月12日 - 北海道鉱業鉄道金山線生鼈駅（後の旭岡駅） - 当駅間延伸開通に伴い似湾駅（にわんえき）として開業。一般駅[1]。
  - 11月11日 - 当駅 - 辺富内駅（後の富内駅）間延伸開通に伴い中間駅となる[4]。
- 1924年（大正13年）3月3日 - 鉄道会社名を北海道鉄道（2代目）に改称、それに伴い同鉄道の駅となる。
- 1943年（昭和18年）8月1日 - 北海道鉄道が戦時買収により国有化。線路名を富内線に改称、それに伴い同線の駅となる。同時に栄駅に改称[1]。
- 1977年（昭和52年）2月1日 - 貨物・荷物取扱い廃止[1]。無人化[5]（簡易委託）。
- 1986年（昭和61年）11月1日 - 富内線の廃線に伴い廃止となる[2]。

### 駅名の由来
旧駅名の「似湾」は道内諸地の類似地名と同様、アイヌ語の「ニアンペッ（ni-an-pet）」（木・ある・川）に由来する。
しかし、胆振支庁（当時）内では昭和10年代半ばごろから、大字のある町村において字名の整理改正が進められ、穂別村（当時）内でも1941年（昭和16年）4月1日付で大字の廃止・字名改正がなされて「大字似湾」にあたる区域は駅が所在する「栄」と対岸の「仁和」に分割され、2年後の北海道鉄道による買収に際して駅名も改めた。

## 駅構造
昭和30年代の栄駅には保線区があり、多くの鉄道員が配置されていた。駅前には、周辺の森林から切り出された丸太を集積する土場があり、日本通運の担当者が丸太を貨車に積み込む作業が行われていた。
廃止時点で、島式ホーム（片面使用）1面1線を有する地上駅であった。ホームは線路の北側（日高町方面に向かって左手側）に存在した。かつては島式ホーム1面2線を有する列車交換可能な交換駅であった。使われなくなった駅舎側の1線は、交換設備運用廃止後も鵡川方の転轍機及びホーム端までの線路が側線として残っていた（但し1983年（昭和58年）時点では転轍機の先、ホームに至る間の部分に車止めが設置されていた）。
無人駅（簡易委託駅）となっていたが、有人駅時代の駅舎が残っていた。駅舎は構内の北側に位置した。

## 利用状況
- 1981年度（昭和56年度）の1日乗降客数は36人[9]。

## 駅周辺
- 北海道道74号穂別鵡川線
- 北海道道59号平取厚真線
- 似湾郵便局（集配局）
- むかわ町立仁和小中学校
- 鵡川[10]
- 似湾川[10]

昭和20年代の駅周辺には、駅前の道路沿いに20軒以上の民家、商店街（旅館、菓子店、薬局、パチンコ屋、鍛冶、劇場、診療所等）があった。

## 駅跡
木材加工場の敷地となっている。2011年（平成23年）時点では旧駅構内には雑草が生い茂っている。

## 隣の駅
日本国有鉄道
富内線
旭岡駅 - 栄駅 - 豊田駅
かつて旭岡駅（当時は生鼈駅）と当駅との間に貨物のみ取扱いの木金似仮停車場（ききんにかりていしゃじょう）が存在した（1927年（昭和2年）9月8日開業。1931年（昭和6年）5月31日廃止）。